# Solomon Andrew Layton
Solomon Andrew Layton (Lucas 22 de julio de 1864-Oklahoma City, 6 de febrero de 1943) fue un arquitecto estadounidense que diseñó más de 100 edificios públicos en Oklahoma City, en el estado de Oklahoma (Estados Unidos). Formó parte de la firma Layton & Forsyth y sus obras incluyeron la Cárcel del Condado de Canadian en El Reno, el Capitolio de Oklahoma, dieciséis juzgados de Oklahoma y varios edificios en el campus de la Universidad de Oklahoma. Veintidós de sus edificios están incluidos en el Registro Nacional de Lugares Históricos (NRHP por su sigla en inglés). 

## Biografía

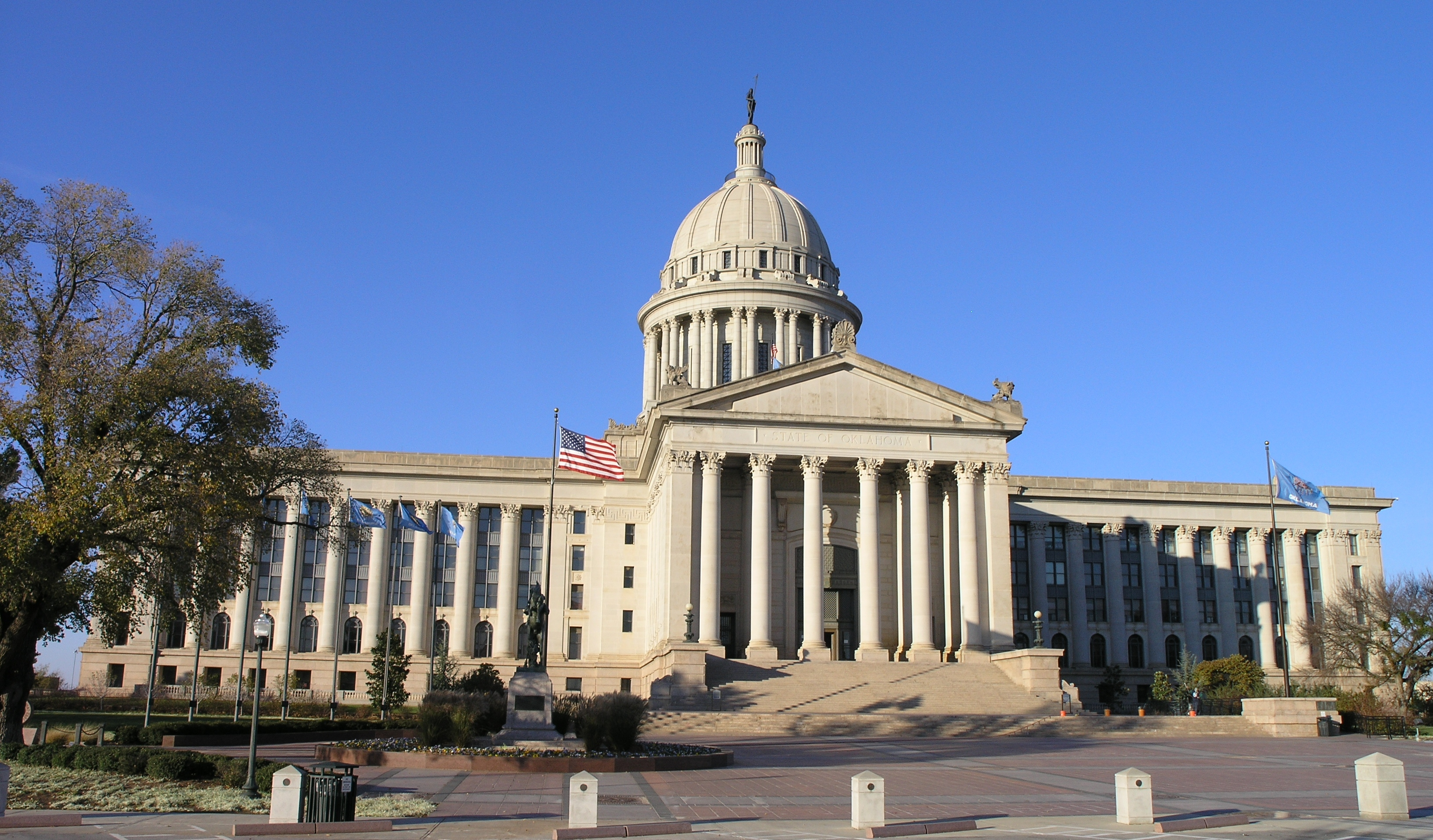
El Capitolio de Oklahoma en Oklahoma City (1914-1917).

Layton nació el 22 de julio de 1864 en el condado de Lucas, hijo de Andrew y Jennette Miller Layton. La mayor parte de su familia trabajaba en carpintería o construcción, lo que le dio a Layton una experiencia temprana en la construcción. En 1885, se casó con Alice Wood; la pareja luego tuvo dos hijas. 
Layton comenzó a practicar arquitectura en Denver en 1887; en 1902, se mudó a El Reno y comenzó a diseñar edificios en el área de El Reno-Oklahoma City, siendo los más notables el Palacio de Justicia del Condado de Canadian,  y la Cárcel del Condado de Canadian. Se mudó a Oklahoma City en 1907. 
Hacia 1911 se había convertido en un arquitecto reconocido en Oklahoma City, y se postuló con éxito para construir el Capitolio de Oklahoma. Originalmente tenía la intención de ponerle una cúpula, pero por restricciones presupuestarias, su visión solo se hizo realidad en 2002. Después del Capitolio, Layton comenzó a diseñar rascacielos en el centro de Oklahoma City, como el Baum Building, el Medical Arts Building y el Skirvin Hotel. Durante este tiempo, Layton también diseñó edificios en la Universidad de Oklahoma y la Oklahoma City University. 
Murió el 6 de febrero de 1943; está enterrado en el cementerio de Rose Hill.

## Obra arquitectónica
Layton se hizo conocido como el "decano de la arquitectura de Oklahoma City". Diseñó más de cien edificios públicos en Oklahoma durante su carrera. Veintidós de ellos están incluidos en el Registro Nacional de Lugares Históricos. Diseñó el edificio de estilo neoclásico del Capitolio del Estado de Oklahoma en 1914 y creó los planos originales para agregar una cúpula al edificio, una característica que no se instaló hasta 2002. Sus obras también incluyen dieciséis juzgados, incluido el juzgado del condado de Oklahoma en Oklahoma City, y cuarenta y seis escuelas públicas, incluidas las cinco primeras escuelas secundarias de Oklahoma City. Los principales proyectos de Layton incluyen los campus de la Universidad de Oklahoma y la Oklahoma City University. Diseñó algunos de los edificios más destacados del campus de la Universidad de Oklahoma, incluido el edificio de administración, la Biblioteca Conmemorativa Bizzell y el Estadio Conmemorativo de Oklahoma. Varios de los rascacielos de Layton aún permanecen en Oklahoma City, incluido el Skirvin Hilton Hotel y el Medical Arts Building, ahora conocido como 100 Park Avenue Building. También diseñó los grandes almacenes Halliburton, demolidos desde entonces, los edificios Patterson y Mercantile, y el Baum Building, una réplica del Palacio Ducal de Venecia. Once de los edificios de Layton, incluidos siete en el Registro Nacional de Lugares Históricos, sobrevivieron al atentado de 1995 en Oklahoma City.

## Proyectos
- Muchos de los edificios de Layton los construyó mediante su estudio de arquitectura Layton & Forsyth

- Hogar de EW Marland (1916) en 1000 East Grand Avenue en Ponca City, Oklahoma. Alberga los 101 Ranch and Indian Museums y es propiedad de la ciudad de Ponca City. (No debe confundirse con la Mansión EW Marland. )
- Edificio de administración de las escuelas públicas de Oklahoma City original (1919) en 400 N. Walnut, ciudad de Oklahoma, Oklahoma. Actualmente está siendo rehabilitado para su ocupación por el bufete de abogados Ryan Whaley.[4]

## Edificios de Layton en el NRHP
Veintidós edificios de Layton están incluidos en el Registro Nacional de Lugares Históricos (NRHP por su sigla en inglés). Los siguientes son algunos de los más representativos:
- Palacio de Justicia del Condado de Beckham, Courthouse Square en Sayre (NRHP #84002968)
- Braniff Building (1923), 324 North Robinson Street en Oklahoma City (NRHP #80003281)[5]
- Canadian County Jail, 300 S. Evans en El Reno (NRHP #85002790)
- Daniel J. Donahoe House 302 South 7th St. Ponca City (NRHP #82003686)
- El Reno High School, 405 South Choctaw en El Reno (NRHP #0000179)
- Palacio de Justicia del Condado de Greer, Courthouse Square en Mangum (NRHP #85000682)
- Mid-Continent Life Building, 1400 Classen Drive en Oklahoma City (NRHP #79002009)
- Oklahoma Publishing Company Building, 500 North Broadway en Oklahoma City (NRHP # 78002249)
- Capitolio de Oklahoma 22nd St. y Lincoln Blvd. Oklahoma City OK Layton, S.A. (NRHP #76001572)
- Science Hall, Universidad Estatal del Noroeste de Oklahoma en Alva (NRHP #83002141)

## Galería

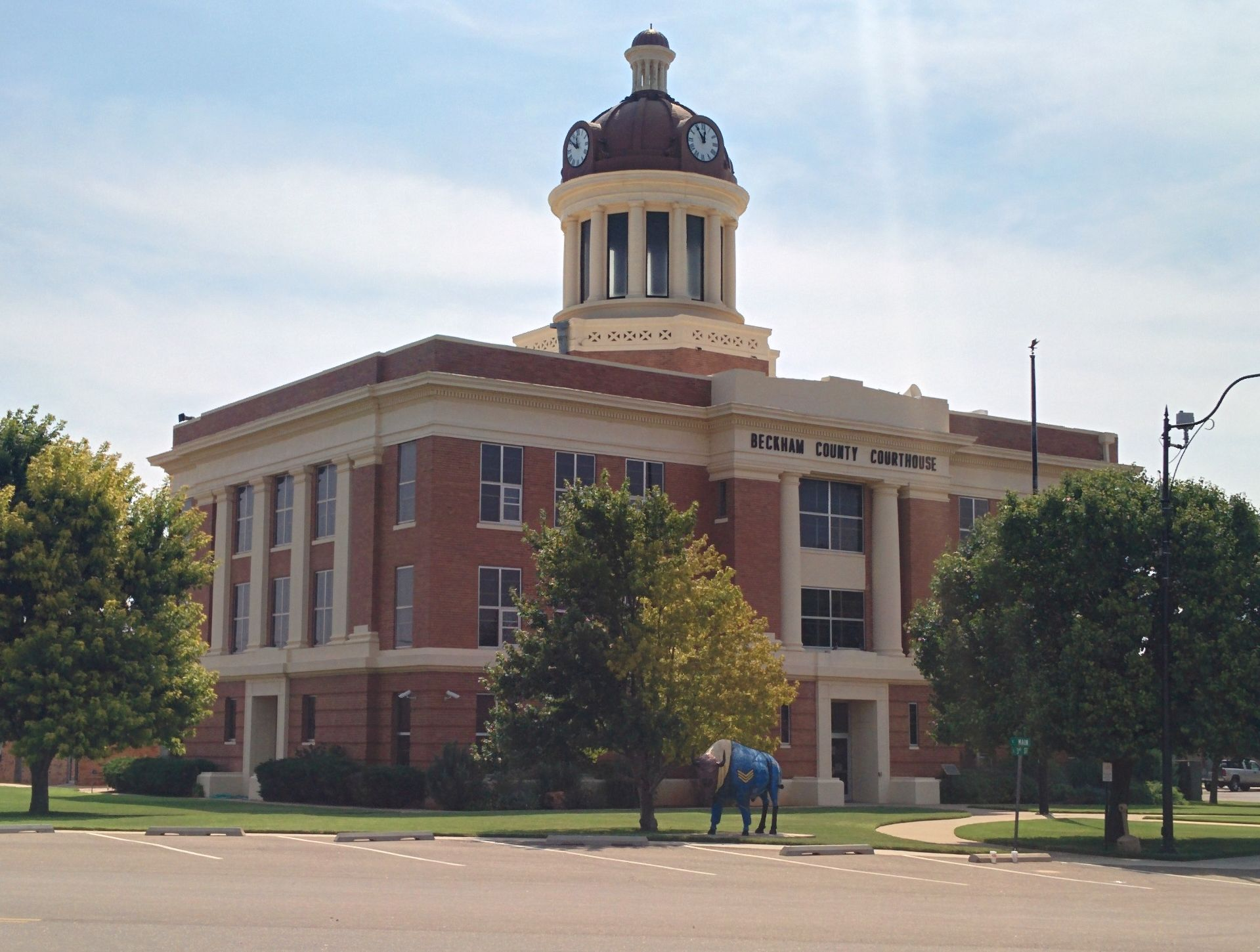
Beckham County Courthouse
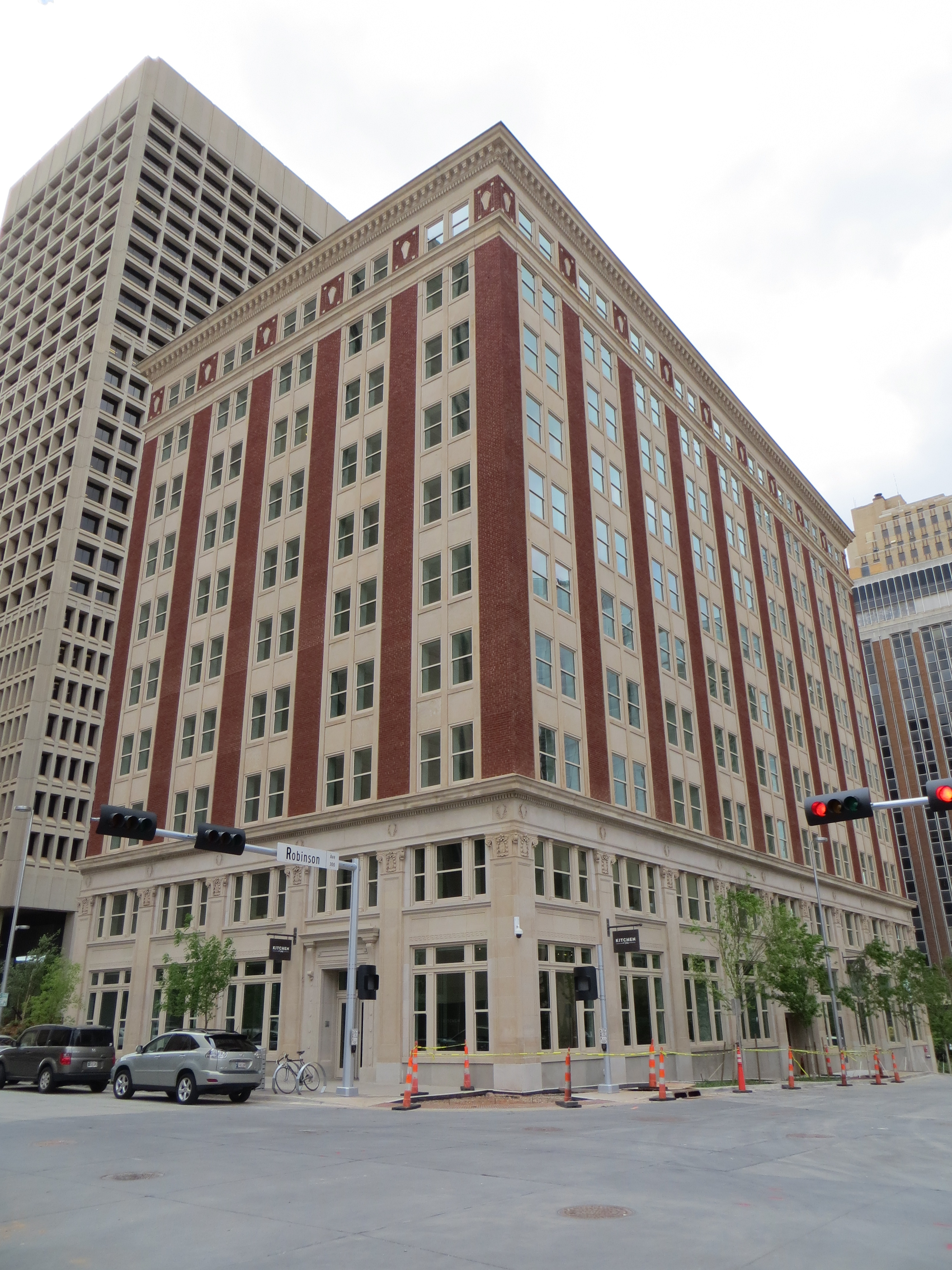
Braniff Building
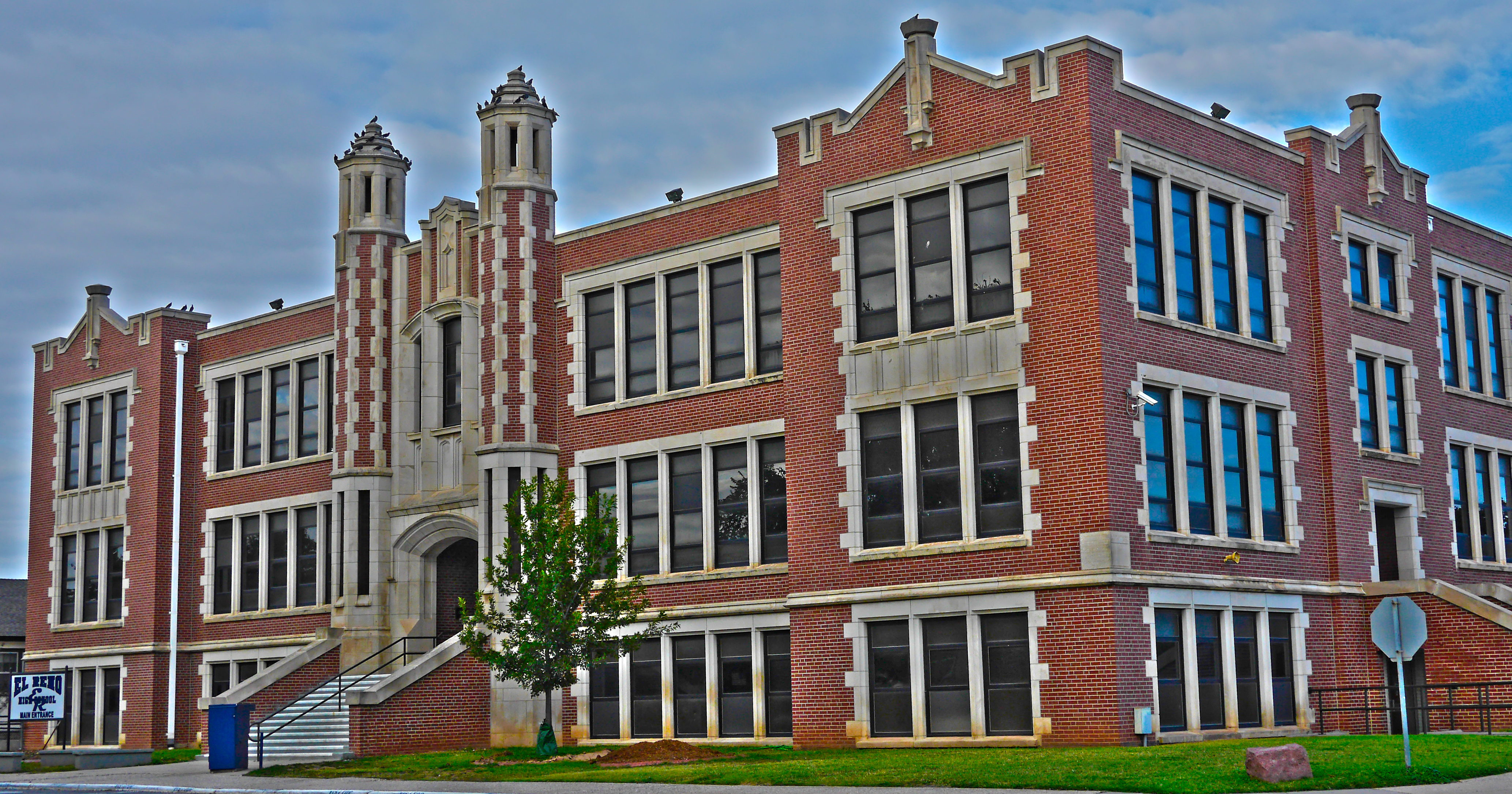
El Reno High School
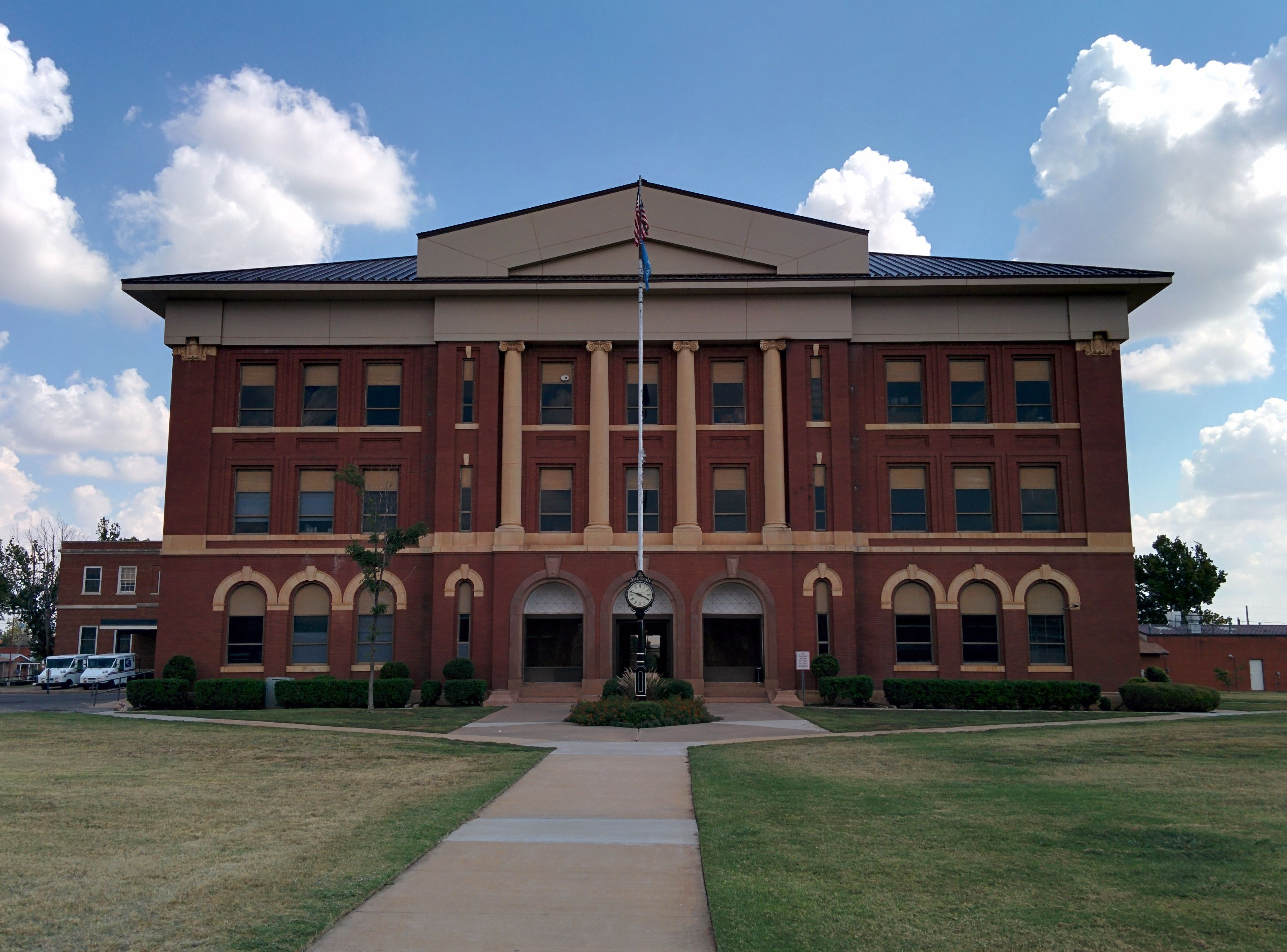
Greer County Courthouse
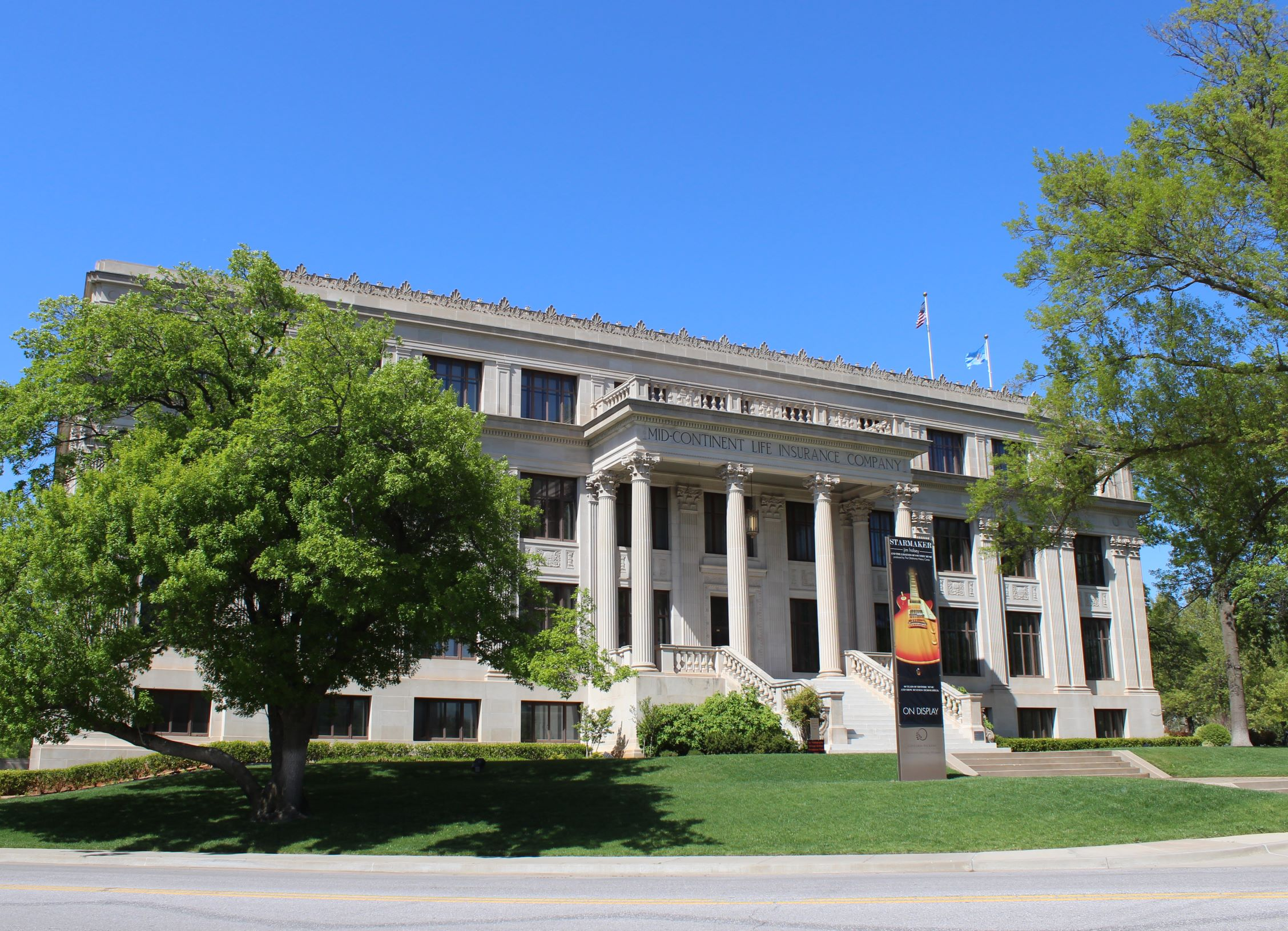
Mid-Continent Life Building
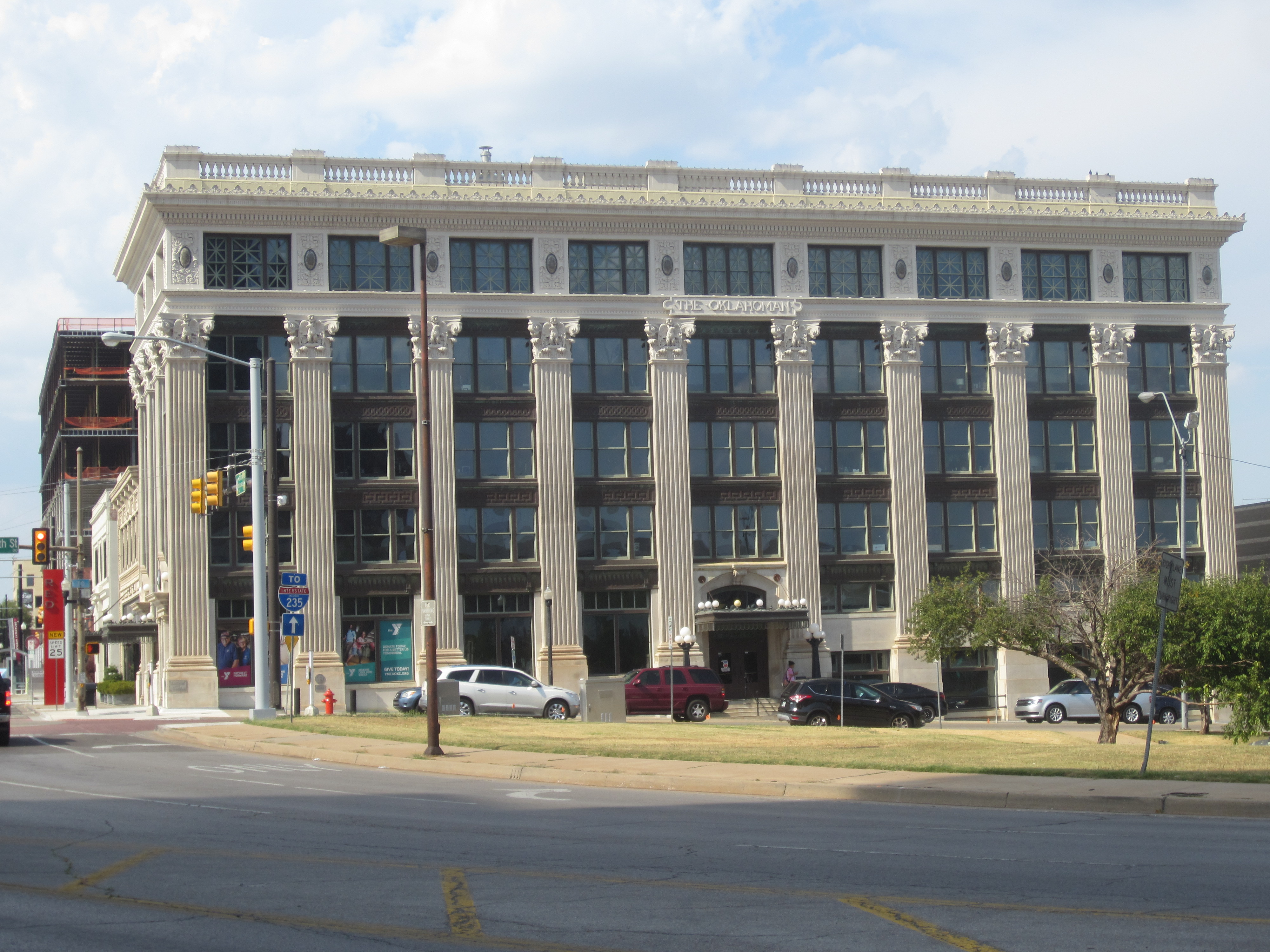
Oklahoma Publishing Company Building